# Rocciamelone
Der Rocciamelone (piemontesisch Rociamlon, französisch Rochemelon) ist ein 3538 m s.l.m. hoher Berg in den Westalpen am Südrand der Grajischen Alpen.

## Lage und Beschreibung
Der am nördlichen Rand des unteren Susatals gelegene Rocciamelone bildet nach SOIUSA und CAI eine eigene Untergruppe der Grajischen Alpen. Er liegt vollständig auf italienischem Territorium und überragt die Stadt Susa um etwa 3000 Meter. Sein pyramidenförmiger Aufbau ist vom etwa 50 km entfernten Turin zu erkennen und überragt das gesamte untere Susatal. Der Rocciamelone gilt mit seinen drei zum Gipfel zulaufenden Kämmen als bedeutende Wasserscheide. Der Nordwestgrat trennt das piemontesische Valle della Cenischia – einem nördlichen Seitental des Susatals – vom Valleé du Ribon im Département Savoie ab. Ersteres gehört zum Einzugsgebiet des Po, während das französische Valleé du Ribon in das Einzugsgebiet der Rhone fällt. Der lange Ostsüdostgrat trennt das Susatal vom nördlich davon gelegenen Valle di Viù ab. Der Südsüdwestgrat fällt in Richtung Susa ab und überragt an seiner Westseite an das Valle della Cenischia.

## Alpinismus
Aberglauben und Religiosität haben die alpinistische Geschichte des Rocciamelone geprägt. Er galt vielen Chronisten des Mittelalters als der höchste Berg der Alpen. Eine Annahme, die teilweise noch bis in das 18. Jahrhundert in der Literatur vorzufinden war. Einer Legende zufolge soll auf seinem Gipfel ein König namens Romolo einen Schatz vergraben haben, weshalb er von den Einheimischen als Monte Romuleo bezeichnet wurde. Viele machten sich vergeblich auf Schatzsuche. Auch der Graf von Turin Arduin Glaber soll im 10. Jahrhundert auf der Suche nach dem Schatz auf den Monte Romuleo gestiegen sein, wurde aber von einem Unwetter überrascht, bevor er den Gipfel erreichte.
Die dokumentierte Erstbesteigung erfolgte am 1. September 1358, durch Bonifacio Roero d’Asti in Form einer Wallfahrt als Dank dafür, dass seine Heimatstadt Asti von der Herrschaft der Viscontis befreit wurde. Mit der Erstbesteigung wurde von Bonifacio Roero d’Asti auch der Grundstein für eine erste Schutzhütte auf dem Rocciamelone gelegt. In Erinnerung an den Erstbesteiger heißt die Schutzhütte auf 2854 m Höhe an der Südflanke entlang des Normalweges Rifugio Cà d’Asti. Die erste ausführlich beschriebene Besteigung stammt nach W. A. B. Coolidge vom August 1588, als ein Herr de Villemont aus reinem Vergnügen den Berg bestieg, was von Josias Simler in einem im Jahr 1600 veröffentlichten Buch beschrieben wurde.
Am Gipfel steht heute eine Marienstatue und eine Kapelle (mit Biwakraum), die höchstgelegene der Alpen. Die Wallfahrt zur Madonna della Neve findet jedes Jahr am 5. August statt. Zu diesem Zweck wird von den Wallfahrern ein Sack Sand von der Hütte auf den Gipfel getragen. Papst Johannes Paul II. hat zum hundertjährigen Bestehen der Marienstatue am Gipfel im Jahr 1999 eine Grußadresse verfasst.

## Routen und Stützpunkte
Die drei wichtigsten (und einfachsten) Zugangswege sind von Bessans (F), von Susa und von Usseglio.
Der Gipfel zählt durch den ausgebauten Weg zu den leichtesten „Dreieinhalbtausendern“ (vgl. Barrhorn) und bietet deshalb eine Aussicht, die für Bergwanderer kaum anderswo erreichbar ist. Das Bergpanorama umfasst weite Teile der französischen Alpen und den gesamten lombardisch-piemontesischen Alpenbogen – von den Ligurischen Alpen über den Monte Viso (Cottische Alpen) im Süden über den Mont Blanc, den Gran Paradiso und den Monte Rosa im Norden bis zur Berninagruppe und zum Adamello im Nordosten.

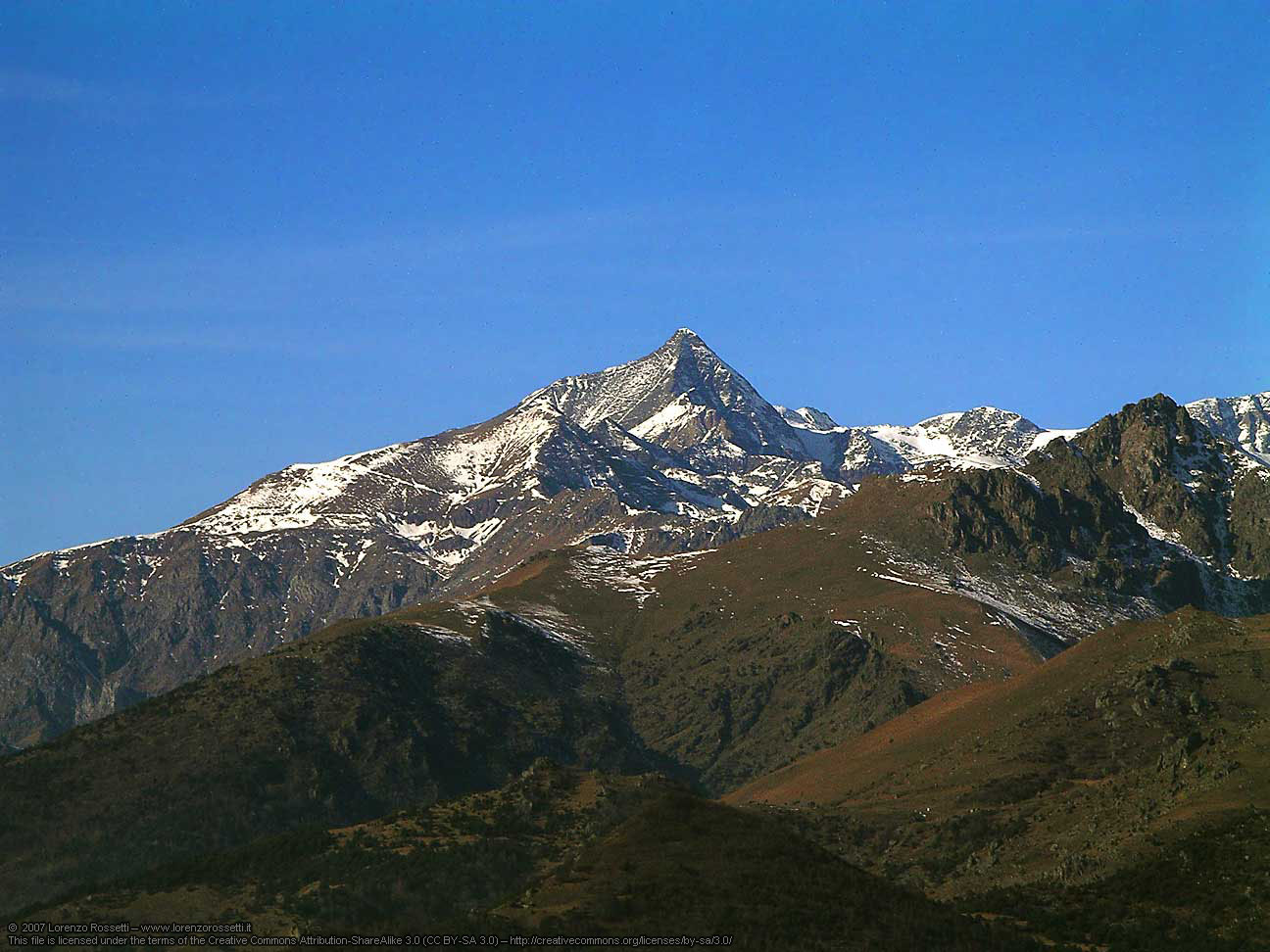
Der Rocciamelone aus dem Susatal
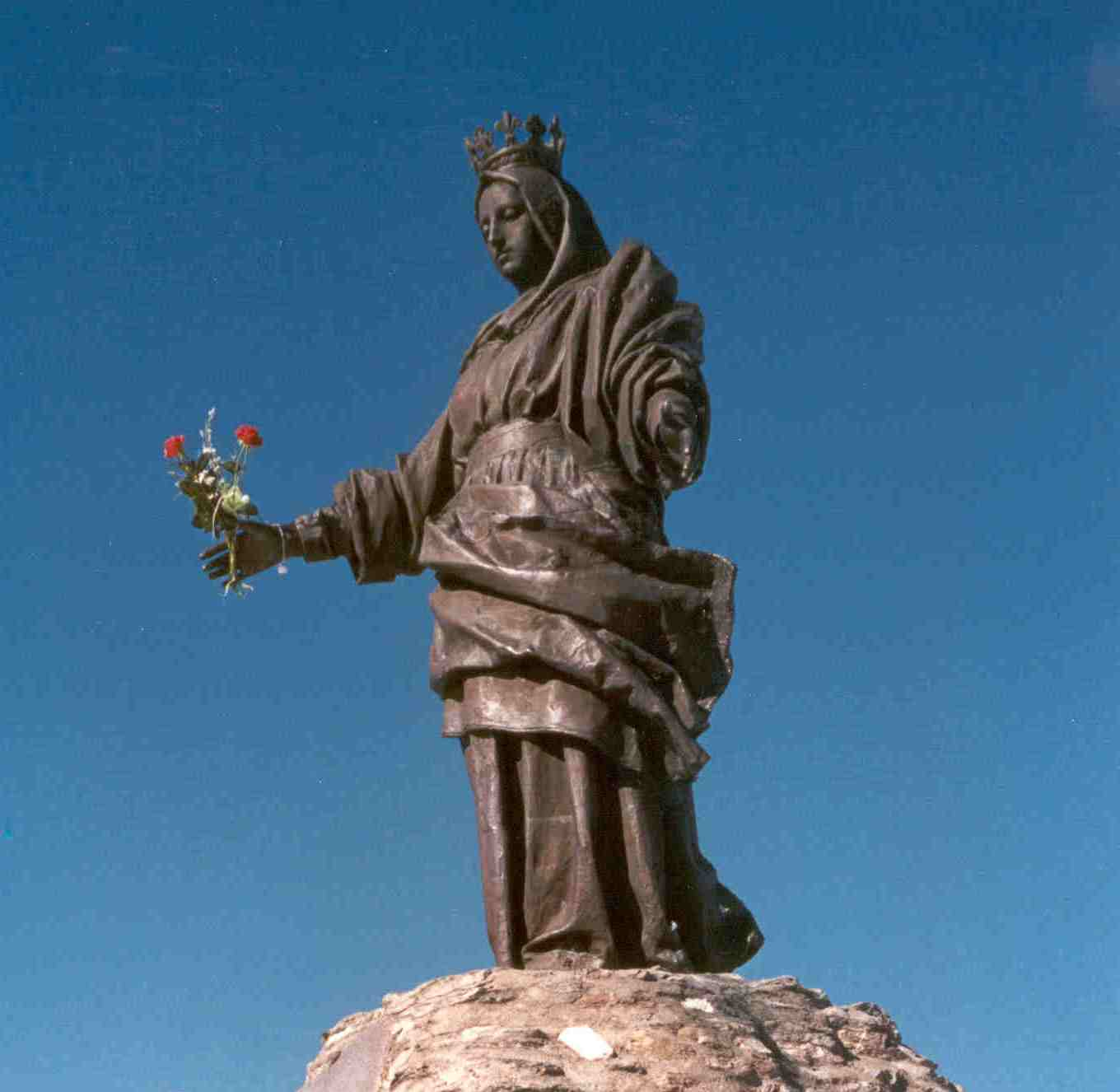
Marienstatue auf dem Gipfel der Rocciamelone (2001)
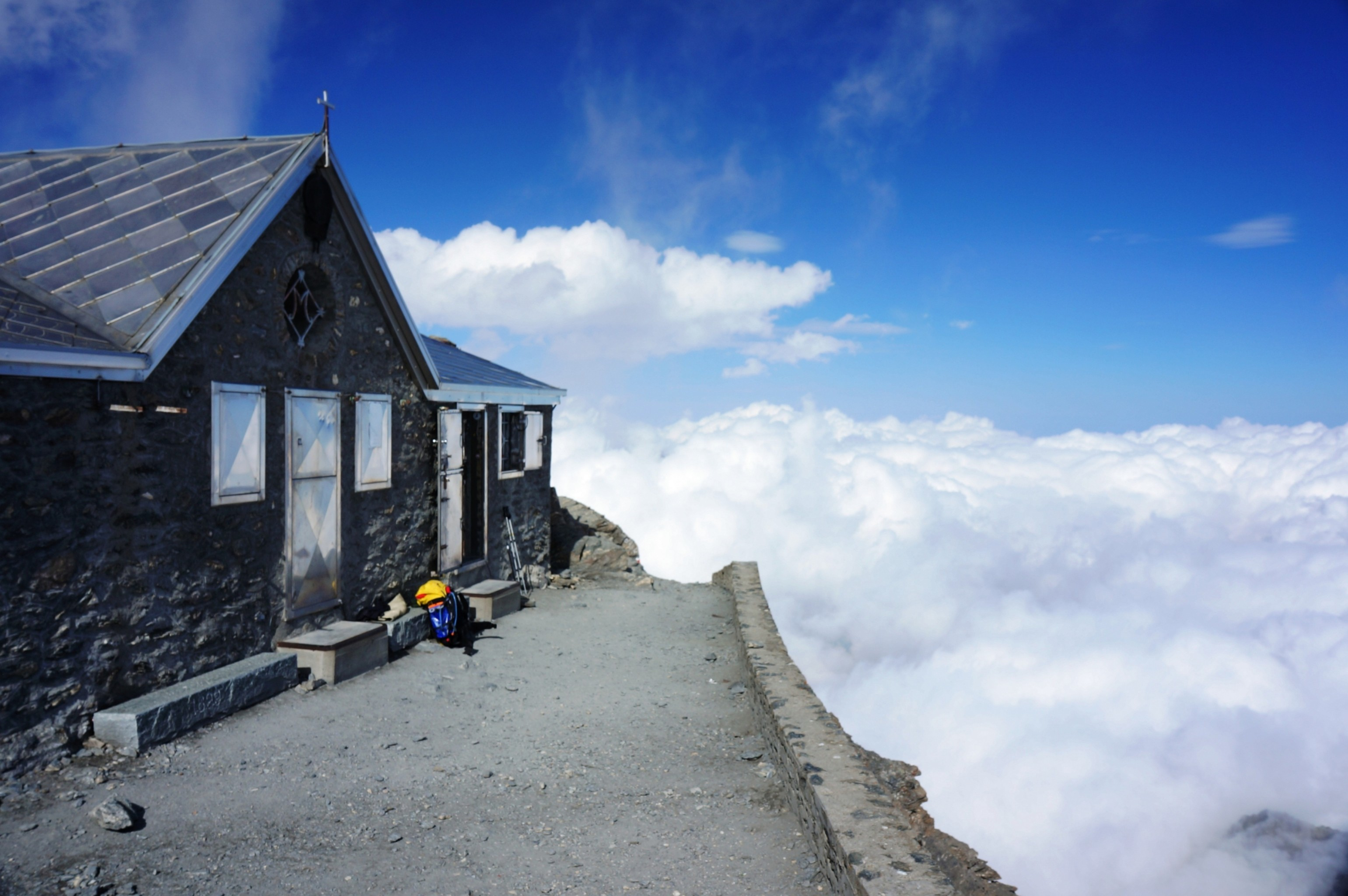
Die auch als Biwak genutzte Gipfelkapelle Nostra Signora del Rocciamelone
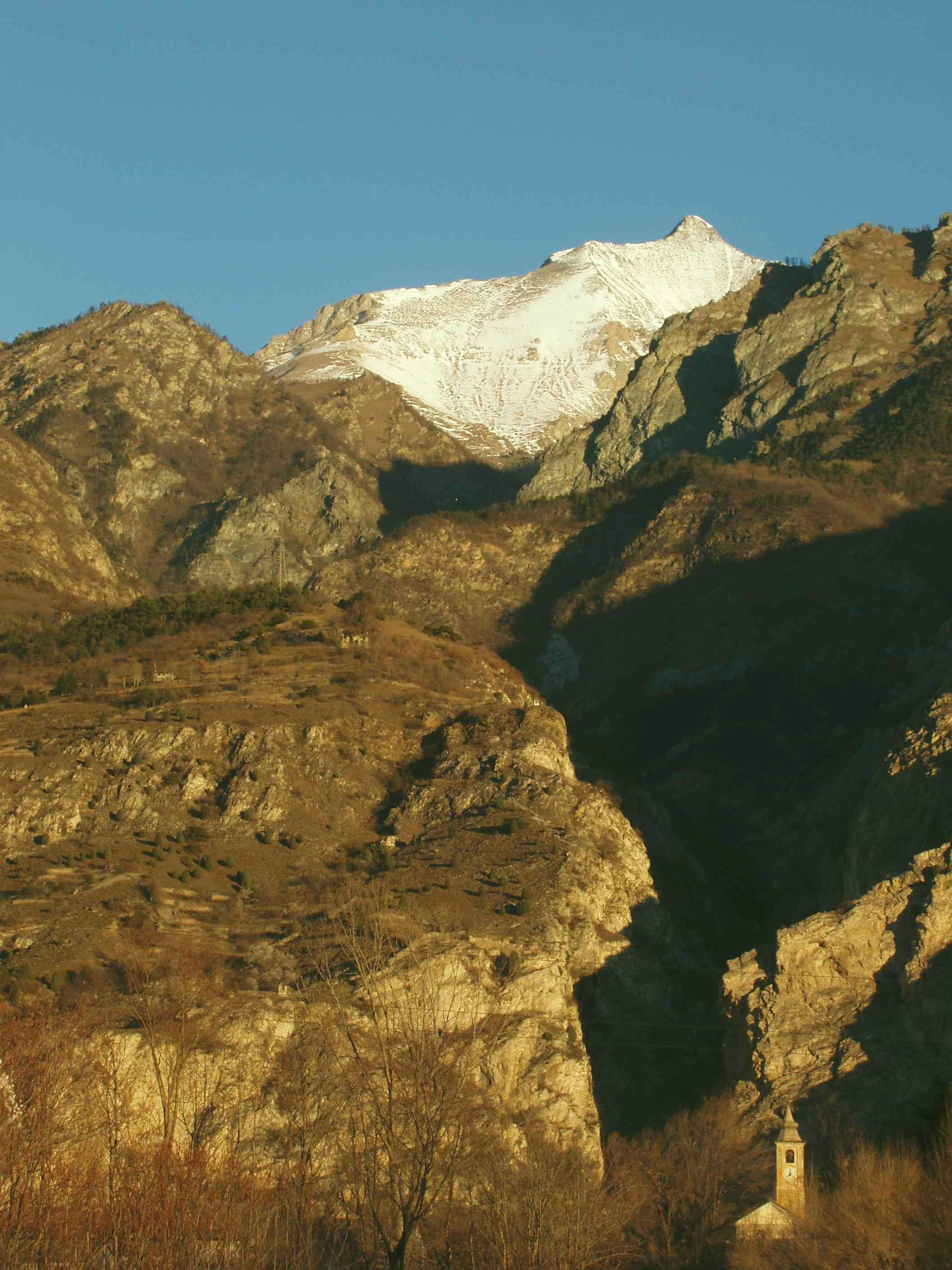
Der Berg von Foresto (Bussoleno) aus gesehen
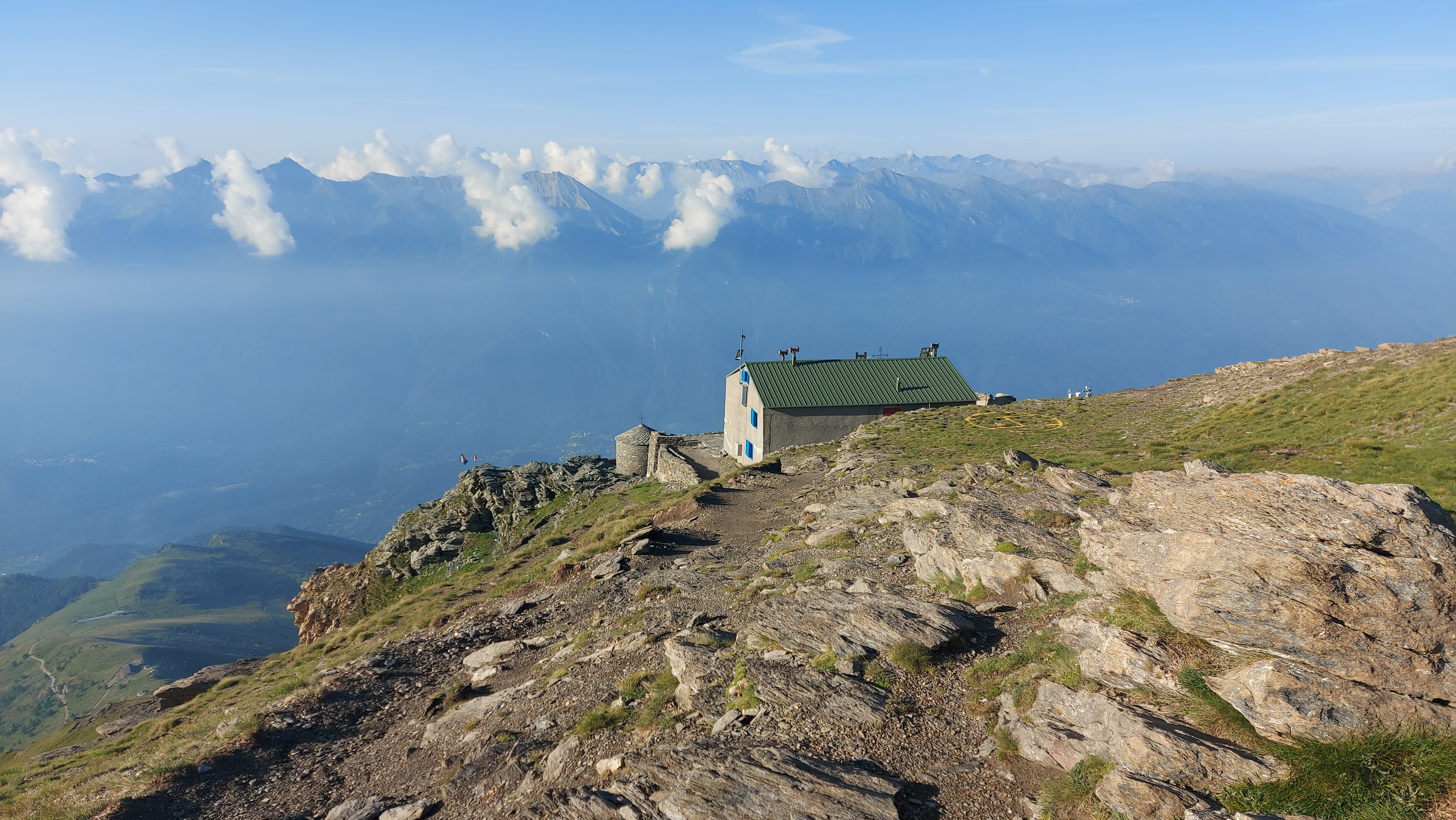
Der Südkamm mit dem Rifugio Cà d’Asti
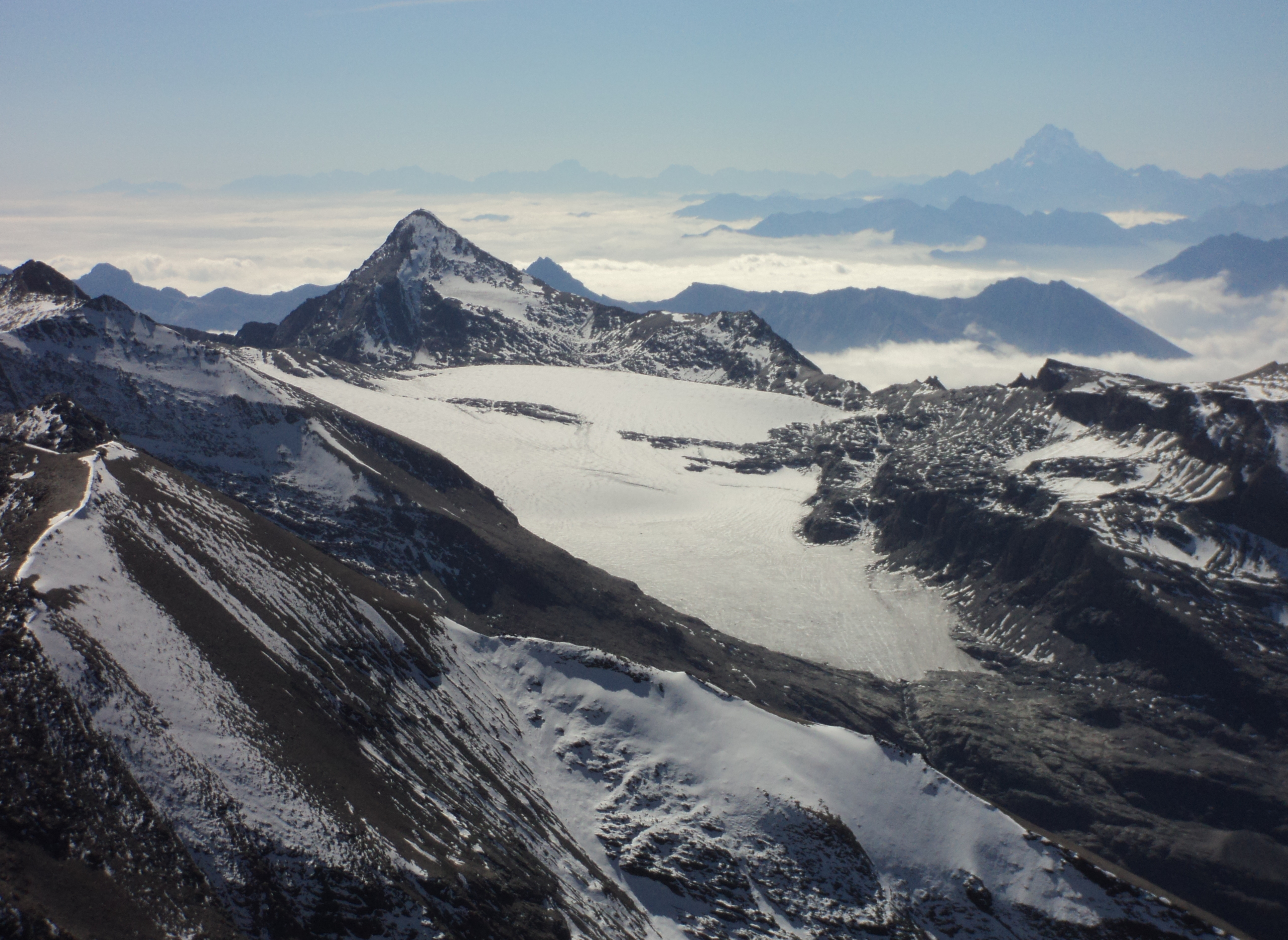
Die vergletscherte Nordseite